# Гусятинский поселковый совет
Гусятинский поселковый совет (укр. Гусятинська селищна рада) — входит в состав
Гусятинского района
Тернопольской области
Украины.
Административный центр поселкового совета находится в 
пгт Гусятин.

## История
- 1431 — дата образования.

## Населённые пункты совета
- пгт Гусятин